# Колледж-Парк (Меріленд)
Колледж-Парк (англ. College Park) — місто (англ. city) в США, в окрузі Графство принца Георга штату Меріленд. Населення — 30 413 осіб (2010).

## Географія
Колледж-Парк розташований за координатами 38°59′41″ пн. ш. 76°56′10″ зх. д. / 38.99472° пн. ш. 76.93611° зх. д. (38.994646, -76.935995).  За даними Бюро перепису населення США в 2010 році місто мало площу 14,69 км², з яких 14,60 км² — суходіл та 0,10 км² — водойми.

## Демографія
Згідно з переписом 2010 року, у місті мешкало 30 413 осіб у 6757 домогосподарствах у складі 2852 родин. Густота населення становила 2070 осіб/км².  Було 8212 помешкання (559/км²).
Расовий склад населення:
| - 63,0 % — білих - 14,3 % — чорних або афроамериканців - 12,7 % — азіатів - 0,3 % — корінних американців - 0,1 % — вихідців з тихоокеанських островів - 6,0 % — осіб інших рас |

До двох чи більше рас належало 3,5 %. Частка іспаномовних становила 11,9 % від усіх жителів.
За віковим діапазоном населення розподілялося таким чином: 7,6 % — особи молодші 18 років, 87,3 % — особи у віці 18—64 років, 5,1 % — особи у віці 65 років та старші. Медіана віку мешканця становила 21,3 року. На 100 осіб жіночої статі у місті припадало 113,1 чоловіків;  на 100 жінок у віці від 18 років та старших — 113,2 чоловіків також старших 18 років.
Середній дохід на одне домашнє господарство  становив 74 628 доларів США (медіана — 57 824), а середній дохід на одну сім'ю — 100 286 доларів (медіана — 84 848). Медіана доходів становила 46 747 доларів для чоловіків та 45 861 долар для жінок. За межею бідності перебувало 29,9 % осіб, у тому числі 9,0 % дітей у віці до 18 років та 12,2 % осіб у віці 65 років та старших.
Цивільне працевлаштоване населення становило 13 784 особи. Основні галузі зайнятості: освіта, охорона здоров'я та соціальна допомога — 41,3 %, науковці, спеціалісти, менеджери — 12,8 %, мистецтво, розваги та відпочинок — 11,3 %.